# Ahuy
 Ahuy  es una población y comuna francesa, en la región de Borgoña, departamento de Côte-d'Or, en el distrito de Dijon y cantón de Fontaine-lès-Dijon.

## Demografía
| 539 | 603 | 633 | 960 | 1283 | 1356 | 1277 |
| Para los censos de 1962 a 1999 la población legal corresponde a la población sin duplicidades (Fuente: INSEE [Consultar]) |     |     |     |      |      |      |